# Michał Leszczyłowski
Michał Leszczyłowski, född 30 juli 1950 i Łódź i Polen, är en svensk filmklippare. Leszczyłowski, som kom till Sverige 1971, har varit filmklippare för många svenska filmer av regissörer såsom Andrej Tarkovskij, Liv Ullmann, Lukas Moodysson och Josef Fares.

## Filmografi

### Klippning
- 1983 – Den sista båten (kortfilm)
- 1985 – En ros av kött
- 1986 – Arbetets döttrar - kvinnor i två fabriker
- 1986 – Offret
- 1987 – Hästens öga
- 1987 – Rocket Garden
- 1988 – Regi Andrej Tarkovskij
- 1988 – Friends
- 1988 – Martyrer
- 1989 – Gentlemannakriget
- 1989 – Tong Tana - en resa till Borneos inre
- 1990 – Skyddsängeln
- 1990 – Till en okänd
- 1991 – Önskas
- 1992 – Det var en gång ... en liten flicka
- 1993 – Tala! Det är så mörkt
- 1993 – Hedda Gabler
- 1994 – En pizza i Jordbro
- 1994 – Drömspel
- 1994 – Himmel över Malmö
- 1994 – Betraktelse
- 1994 – Bara du & jag
- 1995 – Kristin Lavransdotter : Brudkronan
- 1996 – Den röda fläcken
- 1996 – Enskilda samtal
- 1997 – The World of Skanska
- 1997 – Bara prata lite
- 1997 – Beck
- 1998 – Eldslukaren
- 1998 – Fucking Åmål
- 1998 – Drakresan
- 1999 – Stjärnsystrar
- 2000 – Jönssonligan spelar högt
- 2000 – Jalla! Jalla!
- 2000 – En häxa i familjen
- 2000 – Tillsammans
- 2000 – Den bästa sommaren
- 2002 – Hot Dog
- 2002 – Gåvan
- 2002 – Kom då!
- 2002 – Malcolm
- 2002 – Rum 703
- 2002 – Lilja 4-ever
- 2003 – The Apple Tree
- 2003 – Kopps
- 2003 – Eiffeltornet
- 2004 – Elixir
- 2004 – Masjävlar
- 2004 – Ett hål i mitt hjärta
- 2005 – Zozo
- 2005 – Krama mig
- 2005 – En god dag
- 2006 – Om konsten att flyga till Kabul
- 2006 – Små mirakel och stora
- 2006 – Farväl Falkenberg
- 2006 – Vakuum
- 2007 – Solstorm
- 2007 – Nina Frisk
- 2008 – Summer of the Flying Saucer
- 2008 – Meeting Andrei Tarkovsky
- 2009 – Prinsessa
- 2009 – Black Nation
- 2009 – Mammut
- 2009 – I taket lyser stjärnorna
- 2009 – Farsan
- 2010 – Flykten från Bastøy
- 2010 – Sebbe
- 2011 – Simon och ekarna
- 2011 – Stora Scenen
- 2011 – Arne Dahl: Misterioso
- 2012 – Dom andra
- 2012 – Arne Dahl: Ont blod
- 2012 – Bekas
- 2012 – Hej svensk
- 2013 – Vi är bäst!
- 2014 – Och Piccadilly Circus ligger inte i Kumla
- 2014 – Långt från Jordbro
- 2015 – Glada hälsningar från Missångerträsk
- 2018 – Stupid Young Heart
- 2019 – Aniara
- 2019 – Tills Frank skiljer oss åt
- 2020 – Andrej Tarkovskij – En filmares bön
- 2021 – Glaciär
- 2021 – Drömprins
- 2024 – Bye Bye Boredom